# Sven Roosen

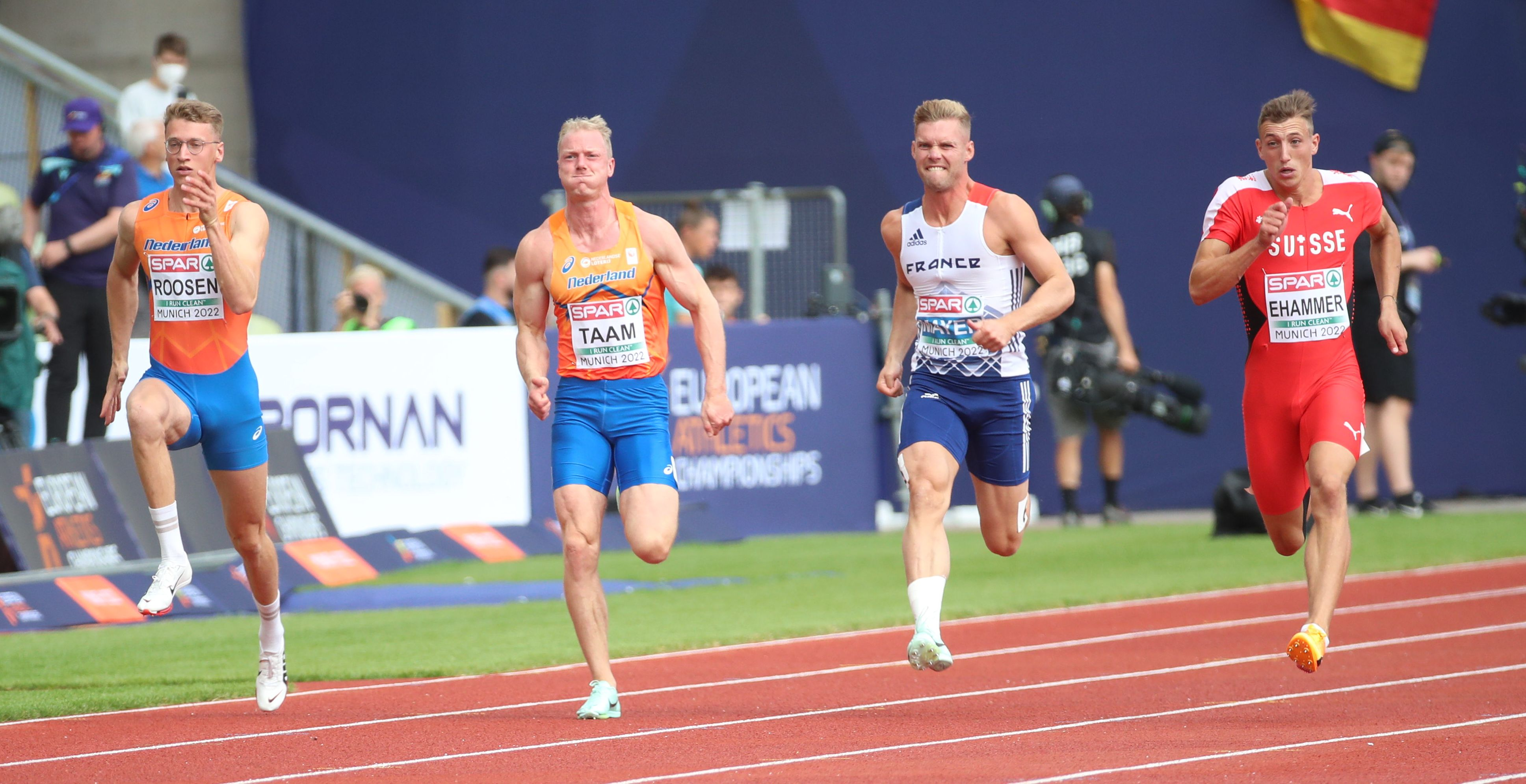
EK 2022: Ontspanning bij Roosen (links) op de 100 meter.

Sven Roosen (Eindhoven, 27 juli 2001) is een Nederlandse atleet, die is gespecialiseerd in de meerkamp. Hij nam deel aan de Olympische Spelen van 2024 en werd bij die gelegenheid vierde op de tienkamp met een puntentotaal van 8607, een Nederlands record. Het is de beste prestatie die ooit door een Nederlandse tienkamper op Olympische Spelen is geleverd.

## Levensloop
Roosen komt uit voor Eindhoven Atletiek. Als junior won hij meerdere medailles op nationale kampioenschappen. Hij won goud op de 400 m horden van het Europese Olympisch Festival voor de Jeugd (EYOF) in 2017.
Sinds 2020 traint Roosen op Sportcentrum Papendal bij Ronald Vetter, samen met onder andere Pieter Braun en zijn even oude vriend Sven Jansons. In 2020 was Roosen de eerste Nederlandse A-junior (onder 20) die meer dan 8000 punten haalde op de tienkamp. Met zeven persoonlijke records won hij het Nederlandse kampioenschap bij de A-junioren met 8116 punten. Daarmee stond hij achtste op de ranglijst aller tijden in Europa. Hij werd dat jaar ook met ruime voorsprong Nederlands kampioen bij de A-junioren op de 400 meter horden.
Op de Europese kampioenschappen voor atleten onder 23 jaar (U23) in 2021 haalde Roosen zilver. Hij zat in dat jaar in het talententeam van de Atletiekunie. Twee jaar later won hij brons. Op de Europese kampioenschappen voor senioren in München in 2022 werd Roosen tiende met een beste seizoensprestatie.
Tijdens de meerkamp van Götzis in 2024 werd hij tweede achter de Canadese regerend olympisch kampioen Damian Warner. Roosen scoorde zes persoonlijke records op onderdelen en ook een recordtotaal van 8517 punten. Dit was slechts 22 punten onder het Nederlandse record van Eelco Sintnicolaas uit 2017. Roosen plaatste zich daarmee voor de Olympische Spelen van Parijs. Bij zijn debuut op de Spelen verbeterde hij vier persoonlijke records op onderdelen en kwam hij uit op een Nederlands record van 8607 punten. Met deze beste prestatie ooit, van een Nederlandse tienkamper op de Olympische Spelen, eindigde hij op de vierde plek.

## Persoonlijk
De familie Roosen is nauw verbonden met de vereniging KAV Holland uit Haarlem. Svens overgrootvader Wim Roosen was polsstokhoogspringer en hink-stap-springer en daarna bestuurder in de atletiek. Hij voetbalde ook voor HFC Haarlem en het Nederlands voetbalelftal. Grootvader Kees Roosen was sprinter, trainer, ploegleider, materiaalman, wedstrijdleider, enzovoorts binnen de club. Vader Marcel Roosen werd in 1992 Nederlands kampioen op de 400 m horden. Tussen 1992 en 1996 won hij driemaal brons en een keer zilver op de NK indoor op 400 m of 60 m horden.  Marcels in 2007 overleden broer Mike was ook atleet. Beiden zijn na hun actieve loopbaan, net als hun ouders, verder gegaan als official voor verschillende verenigingen.
Svens moeder Nicole Dost was zelf ook atlete. Ze is een dochter van Harry Dost, Nederlands kampioen 200 m horden in 1968 en winnaar van zilveren en bronzen medailles op de 200 en 400 m horden tussen 1964 en 1971. Ze is de zus van Marcel Dost, de olympisch tienkamper en meervoudig Nederlands kampioen.

## Kampioenschappen

### Nederlandse kampioenschappen
Outdoor
| Onderdeel | Jaar |
| --------- | ---- |
| tienkamp  | 2022 |

## Statistieken

### Persoonlijke records
Outdoor
| Discipline           | Prestatie     | Wind (m/s) | Datum             | Plaats     |
| -------------------- | ------------- | ---------- | ----------------- | ---------- |
| 100 m                | 10,49 s       | + 1,2      | 18 mei 2024       | Götzis     |
| 200 m                | 21,31 s       | - 0,8      | 29 juni 2024      | Hengelo    |
| 400 m                | 46,40 s       |            | 2 augustus 2024   | Parijs     |
| 1500 m               | 4.18,43       |            | 16 augustus 2022  | München    |
| 110 m horden         | 13,96 s       |            | 20 juli 2024      | Breda      |
| 400 m horden         | 51,48 s       |            | 12 september 2020 | Amersfoort |
| hoogspringen         | 1,91 m        |            | 18 mei 2024       | Götzis     |
| polsstokhoogspringen | 5,00 m        |            | 16 augustus 2025  | Leuven     |
| verspringen          | 7,56 m        | - 0,6      | 2 augustus 2024   | Parijs     |
| kogelstoten          | 15,10 m       |            | 2 augustus 2024   | Parijs     |
| discuswerpen         | 48,58 m       |            | 16 augustus 2025  | Leuven     |
| speerwerpen          | 64,04 m       |            | 19 mei 2024       | Götzis     |
| tienkamp             | 8607 pnt (NR) |            | 3 augustus 2024   | Parijs     |

Indoor
| Discipline  | Prestatie | Datum            | Plaats     |
| ----------- | --------- | ---------------- | ---------- |
| 60 m        | 7,01 s    | 3 februari 2024  | Leverkusen |
| 400 m       | 48,26 s   | 16 februari 2020 | Apeldoorn  |
| 1000 m      | 2.34,52   | 5 februari 2023  | Apeldoorn  |
| 60 m horden | 7,93 s    | 27 februari 2022 | Apeldoorn  |
| zevenkamp   | 5706 pnt  | 14 februari 2021 | Apeldoorn  |

### Opbouw PR meerkamp en potentie op basis van PR's
In de tabel staat de uitsplitsing van het persoonlijk record op de tienkamp. In de kolommen ernaast staat ook het potentieel record, met alle persoonlijke records op de losse onderdelen en de bijbehorende punten.
|              | Uitsplitsing PR | Uitsplitsing PR | Uitsplitsing PR |              | Potentieel record | Potentieel record |
| Onderdeel    | Prestatie       | Wind (m/s)      | Punten          | Pers. record | Punten            |                   |
| ------------ | --------------- | --------------- | --------------- | ------------ | ----------------- | ----------------- |
| 100 m        | 10,52 s         | +0,8            | 970             | 10,49        | 977               |                   |
| verspringen  | 7,56 m          | - 0,6           | 950             | 7,56 m       | 950               |                   |
| kogelstoten  | 15,10 m         |                 | 796             | 15,10 m      | 796               |                   |
| hoogspringen | 1,87 m          |                 | 687             | 1,91 m       | 723               |                   |
| 400 m        | 46,40 s         |                 | 988             | 46,40 s      | 988               |                   |
| 110 m horden | 13,99 s         | + 0,7           | 976             | 13,96 s      | 980               |                   |
| discuswerpen | 46,88 m         |                 | 806             | 48,58        | 841               |                   |
| polshoog     | 4,70 m          |                 | 819             | 5,00 m       | 910               |                   |
| speerwerpen  | 63,72 m         |                 | 794             | 64,04 m      | 799               |                   |
| 1500 m       | 4.18,55         |                 | 821             | 4.18,43      | 822               |                   |
| Puntentotaal |                 |                 | 8607            |              | 8786              |                   |

## Erelijst

### 60 m horden indoor
- 2021:  NK indoor - 8,09 s

### Zevenkamp indoor
- 2021: 4e NK indoor - 5706 pnt
- 2023:  NK indoor - 5703 pnt

### Tienkamp
- 2020:  NK U20 - 8116 pnt (NR U20)
- 2021:  EK U23 - 8056 p
- 2022: 10e EK - 8021 p
- 2022:  NK - 8020 p
- 2023:  EK U23 - 8128 p
- 2024: 2e Hypomeeting - 8517 p
- 2024: 4e OS - 8607 p (NR)